# Arnemark
Arnemark är en  by i Piteå socken i Piteå kommun som av SCB definierats som en småort. 
Byn ligger norr om Pite älv och länsväg 374 passerar genom den. Även godsjärnvägen Älvsbyn–Piteå går längs byn. 

## Historia
Pollenanalyser av sedimentprover från Berglundstjärn har visat att området började brukas, troligen för kreatursbete, under perioden 300–700 e.Kr. Därefter har markerna brukats kontinuerligt. De första spåren av spannmålsodling uppträder omkring 1325, först i form av vete och därefter råg. Spår av korn finns från omkring 1550.
Bynamnet var "Aremark" i den första landskapshandlingen som finns över det område som då omfattade Västerbottens län för år 1539, och syftar till det fornnordiska mansnamnet Are som betyder "örn". Arnemark betyder alltså "Ares mark".
År 1539 fanns sju stycken skattekraftiga män i byn. När den första kartan ritades över byn 1645 fanns sju gårdar.
Under 2017 lade Skanova ner det kopparbaserade telenätet på orten.

## Natur
I Piteälven bedrivs fiske efter lax, laxöring, harr och den lokala specialiteten nejonöga, som går under det lokala namnet nätting. Mitt i älven vid Piteälvens sista forsnacke ligger Stryckan som skänktes till byn av drottning Kristina på 1600-talet. Sedan slutet av 1900-talet har bävern återinvandrat efter att ha varit utrotad i över 100 år. Djurlivet och fiskbeståndet har ökat sedan flottningen av timmer upphörde i början av 1980-talet, där insatser har gjorts för att återställa bottnar och lekplatser längs älven. 2010 fälldes för första gången på ca 100 år björn i byn och björnbeståndet är stort. Vid Lövtjärn har lokala markägare i samarbete med Skogsstyrelsen och Världsnaturfonden skapat en fågelsjö, ett naturreservat som varje år lockar svanar, tranor och en mängd andra fågelarter, förutom att tjärnen i sig skapar en naturlig rening av vattnet som rinner ut i älven. Tjärnen innehåller en mängd småkryp och vattenlevande insekter. 

## Näringsliv
Listspecialisten Arnemarks Såg & Hyvleri AB grundades 1946 i byn av Helmer Johansson och hans bröder. Under 1960-talet flyttades sågen till dess nuvarande plats och Helmers söner Göte och Nils Johansson tog över.1969 tog de första hyveln i drift och tillverkningen av lister och paneler påbörjades. Sedan många år tillbaka är företaget specialiserade på att tillverka lister och paneler med gamla profiler och de tar även fram helt nya profiler som passar dagens arkitektur. År 2008 genomfördes så tredje generationsskiftet och Götes söner Clas och Olof Johansson driver nu företaget. I Arnemark finns även flera småföretagare som driver mekanisk verkstad, och jordbruk. Inom  kulturområdet är både konsthantverkare och tonsättare bosatta i byn.